# Saman Ghoddos
Saman Ghoddos, né le 6 septembre 1993 à Malmö (Suède), est un footballeur international iranien qui joue au poste de milieu offensif au Ittihad Kalba.

## Biographie

### Carrière en club
Lors de la saison 2017-2018, il participe à la Ligue Europa avec le club d'Östersunds FK. Le 24 août 2017, il inscrit un doublé contre le PAOK Salonique.
Le 23 août 2018, Saman Ghoddos s'engage pour cinq saisons et contre quatre millions d'euros avec l'Amiens SC. Il rejoint le club dans un contexte trouble en raison de son transfert avorté à la SD Huesca. En effet, le joueur était censé rejoindre le club espagnol mais la transaction n'a finalement pas lieu malgré le fait que Saman Ghoddos ait paraphé un contrat. Il est également révélé que le Stade rennais s'est positionné sur l'Iranien avant de se rétracter.
Saman Ghoddos fait ses débuts amiénois deux jours seulement après son arrivée. Il devient le premier iranien à disputer une rencontre de Ligue 1, entrant en jeu durant un succès 4-1 contre le Stade de Reims où il marque un but de la tête malgré un manque de repères dû son arrivée récente. 
En août 2019, Saman Ghoddos est suspendu quatre mois par la FIFA et sommé, ainsi que son ancien club d'Östersunds FK, de payer une somme de quatre millions d'euros en dédommagement à la SD Huesca. Il revient à la compétition en janvier 2020.
Le 6 mars 2020, Saman Ghoddos inscrit le but du 2-2 dans les derniers instants d'une rencontre contre l'Olympique de Marseille, permettant d'arracher un point au second du championnat et à continuer sa lutte pour le maintien.
Le 21 septembre 2020, Saman Ghoddos est prêté avec option d'achat au Brentford FC. Le montant total de l'opération s'élève à 5 M€,.
Le 14 janvier 2021, Brenftord lève l'option d'achat, et Ghoddos s'engage pour deux saisons et demie, plus une en option, avec le club londonien.

### Carrière internationale
Le 8 janvier 2017, il joue son premier match en équipe de Suède lors d'une rencontre amicale contre la Côte d'Ivoire. Toutefois, ce match n'est pas reconnu par la FIFA. Le 12 janvier 2017, il inscrit son premier but en amical contre la Slovaquie. Ces deux rencontres sont jouées aux Émirats arabes unis à Abou Dabi.
En août 2017, il est appelé par Carlos Queiroz afin de jouer en équipe d'Iran. Le 5 octobre 2017, il fête sa première sélection lors d'un match amical contre le Togo. Puis, le 9 novembre 2017 il inscrit son premier but contre le Panama lors d'un match amical (victoire sur le score de 2-1).
Le 4 juin 2018, il fait partie de la liste des 23 joueurs iraniens sélectionnés pour disputer la Coupe du monde 2018 en Russie. Le parcours iranien s'arrête dès les phases de groupe (après une victoire contre le Maroc, une défaite contre l'Espagne et un nul contre le Portugal).
Le 13 novembre 2022, il est sélectionné par Carlos Queiroz pour participer à la Coupe du monde 2022.

## Statistiques
| Saison                | Club                  | Championnat           | Championnat | Championnat | Coupe nationale | Coupe nationale | Coupe de la Ligue | Coupe de la Ligue | Supercoupe | Supercoupe | Compétition(s) continentale(s) | Compétition(s) continentale(s) | Compétition(s) continentale(s) | Play-offs | Play-offs | Total | Total |
| Saison                | Club                  | Division              | M.          | B.          | M.              | B.              | M.                | B.                | M.         | B.         | Comp.                          | M.                             | B.                             | M.        | B.        | M.    | B.    |
| 2011                  | Limhamn Bunkeflo (en) | Division 1            | 17          | 0           | -               | -               | -                 | -                 | -          | -          | -                              | -                              | -                              | -         | -         | 17    | 0     |
| 2012                  | Limhamn Bunkeflo (en) | Division 1            | 24          | 4           | -               | -               | -                 | -                 | -          | -          | -                              | -                              | -                              | -         | -         | 24    | 4     |
| Sous-total            | Sous-total            | Sous-total            | 41          | 4           | -               | -               | -                 | -                 | -          | -          | -                              | -                              | -                              | -         | -         | 41    | 4     |
| 2013                  | Trelleborgs FF        | Division 1            | 18          | 1           | -               | -               | -                 | -                 | -          | -          | -                              | -                              | -                              | -         | -         | 18    | 1     |
| Sous-total            | Sous-total            | Sous-total            | 18          | 1           | -               | -               | -                 | -                 | -          | -          | -                              | -                              | -                              | -         | -         | 18    | 1     |
| 2014                  | Syrianska FC          | Superettan            | 29          | 6           | 3               | 1               | -                 | -                 | -          | -          | -                              | -                              | -                              | -         | -         | 32    | 7     |
| 2015                  | Syrianska FC          | Superettan            | 25          | 8           | 4               | 2               | -                 | -                 | -          | -          | -                              | -                              | -                              | -         | -         | 29    | 10    |
| Sous-total            | Sous-total            | Sous-total            | 54          | 14          | 7               | 3               | -                 | -                 | -          | -          | -                              | -                              | -                              | -         | -         | 61    | 17    |
| 2016                  | Östersunds FK         | Allsvenskan           | 27          | 10          | 4               | 2               | -                 | -                 | -          | -          | -                              | -                              | -                              | -         | -         | 31    | 12    |
| 2017                  | Östersunds FK         | Allsvenskan           | 23          | 8           | 6               | 6               | -                 | -                 | -          | -          | C3                             | 11                             | 4                              | -         | -         | 40    | 18    |
| 2018                  | Östersunds FK         | Allsvenskan           | 15          | 9           | 5               | 2               | -                 | -                 | -          | -          | C3                             | 2                              | 0                              | -         | -         | 22    | 11    |
| Sous-total            | Sous-total            | Sous-total            | 65          | 27          | 15              | 10              | -                 | -                 | -          | -          | -                              | 13                             | 4                              | -         | -         | 93    | 41    |
| 2018-2019             | Amiens SC             | Ligue 1               | 27          | 4           | -               | -               | 1                 | 0                 | -          | -          | -                              | -                              | -                              | -         | -         | 28    | 4     |
| 2019-2020             | Amiens SC             | Ligue 1               | 5           | 1           | 1               | 0               | 1                 | 0                 | -          | -          | -                              | -                              | -                              | -         | -         | 7     | 1     |
| 2020-2021             | Amiens SC             | Ligue 2               | 2           | 0           | -               | -               | -                 | -                 | -          | -          | -                              | -                              | -                              | -         | -         | 2     | 0     |
| Sous-total            | Sous-total            | Sous-total            | 34          | 5           | 1               | 0               | 2                 | 0                 | -          | -          | -                              | -                              | -                              | -         | -         | 37    | 5     |
| 2020-2021             | Brentford FC          | Championship          | 40          | 3           | 2               | 1               | 2                 | 0                 | -          | -          | -                              | -                              | -                              | 3         | 0         | 47    | 4     |
| 2021-2022             | Brentford FC          | Premier League        | 17          | 1           | 2               | 0               | 4                 | 0                 | -          | -          | -                              | -                              | -                              | -         | -         | 23    | 1     |
| 2022-2023             | Brentford FC          | Premier League        | 15          | 0           | 1               | 0               | 2                 | 0                 | -          | -          | -                              | -                              | -                              | -         | -         | 18    | 0     |
| 2023-2024             | Brentford FC          | Premier League        | 15          | 1           | -               | -               | 1                 | 0                 | -          | -          | -                              | -                              | -                              | -         | -         | 16    | 1     |
| Sous-total            | Sous-total            | Sous-total            | 87          | 5           | 5               | 1               | 9                 | 0                 | -          | -          | -                              | -                              | -                              | 3         | 0         | 104   | 6     |
| Total sur la carrière | Total sur la carrière | Total sur la carrière | 284         | 56          | 27              | 13              | 9                 | 0                 | -          | -          | -                              | 13                             | 5                              | 3         | 0         | 336   | 74    |

## Palmarès
- Östersunds FK
  - Vainqueur de la Coupe de Suède en 2017